# Gabon op de Olympische Zomerspelen 1996
Gabon nam deel aan de Olympische Spelen tijdens de Olympische Zomerspelen 1996 in Atlanta, Verenigde Staten. Net zoals hun vorige deelnames won men geen medailles.

## Deelnemers en resultaten

### Atletiek
| Olympiër                                                             | Discipline | Resultaat | Prestatie             |
| -------------------------------------------------------------------- | ---------- | --------- | --------------------- |
| Patrick Mocci-Raoumbé                                                | 100m (m)   | 86e       | serie 1: 7de in 10,87 |
| Antoine Boussombo                                                    | 200m (m)   | 56e       | serie 4: 6de in 21,06 |
| Patrick Mocci-Raoumbé Antoine Boussombo Charles Tayot Eric Ebang Zué | 4x100m (m) | 21e       | serie 4: 5de in 39,97 |

### Boksen
| Olympiër           | Discipline | Resultaat | Prestatie                                                      |
| ------------------ | ---------- | --------- | -------------------------------------------------------------- |
| Guy-Elie Boulingui | -51kg (m)  | 17e       | 1ste ronde: V van INA Ballo: 2-6                               |
| Julio Mboumba      | -60kg (m)  | 17e       | 1ste ronde: V van ROU Doroftei: scheidsrechterlijke beslissing |

### Judo
| Olympiër        | Discipline | Resultaat | Prestatie                                                                                         |
| --------------- | ---------- | --------- | ------------------------------------------------------------------------------------------------- |
| Mélanie Engoang | -66kg (v)  | 9e        | 1ste ronde: vrij 1ste ronde: V van POL Szczepanska: ippon herkansingen: V van GBR Sweatman: ippon |

Afghanistan · Albanië · Algerije · Amerikaanse Maagdeneilanden · Amerikaans-Samoa · Andorra · Angola · Antigua‑Barbuda · Argentinië · Armenië · Aruba · Australië · Azerbeidzjan · Bahama's · Bahrein · Bangladesh · Barbados · België · Belize · Benin · Bermuda · Bhutan · Bolivia · Bosnië en Herzegovina · Botswana · Brazilië · Britse Maagdeneilanden · Brunei · Bulgarije · Burkina Faso · Burundi · Cambodja · Canada · Centraal-Afrikaanse Republiek · Chili · China · Chinees Taipei · Colombia · Comoren · Congo-Brazzaville · Cookeilanden · Costa Rica · Cuba · Cyprus · Denemarken · Djibouti · Dominica · Dominicaanse Republiek · Duitsland · Ecuador · Egypte · El Salvador · Equatoriaal-Guinea · Estland · Ethiopië · Fiji · Filipijnen · Finland · Frankrijk · Gabon · Gambia · Georgië · Ghana · Grenada · Griekenland · Groot-Brittannië · Guam · Guatemala · Guinee · Guinee-Bissau · Guyana · Haïti · Honduras · Hongarije · Hongkong · Ierland · IJsland · India · Indonesië · Irak · Iran · Israël · Italië · Ivoorkust · Jamaica · Japan · Jemen · Joegoslavië · Jordanië · Kaaimaneilanden · Kaapverdië · Kameroen · Kazachstan · Kenia · Kirgizië · Koeweit · Kroatië · Laos · Lesotho · Letland · Libanon · Liberia · Libië · Liechtenstein · Litouwen · Luxemburg ·  Macedonië · Madagaskar · Malawi · Malediven · Maleisië · Mali · Malta · Marokko · Mauritanië · Mauritius · Mexico · Moldavië · Monaco · Mongolië · Mozambique · Myanmar · Namibië · Nauru · Nederland · Nederlandse Antillen · Nepal · Nicaragua · Nieuw-Zeeland · Niger · Nigeria · Noord-Korea · Noorwegen · Oeganda · Oekraïne · Oezbekistan · Oman · Oostenrijk · Pakistan · Palestina · Panama · Papoea-Nieuw-Guinea · Paraguay · Peru · Polen · Portugal · Puerto Rico · Qatar · Roemenië · Rusland · Rwanda · Saint Kitts en Nevis · Saint Lucia · Saint Vincent en Grenadines · Salomonseilanden · Samoa · San Marino · Sao Tomé en Principe · Saoedi-Arabië · Senegal · Seychellen · Sierra Leone · Singapore · Slovenië · Slowakije · Soedan · Somalië · Spanje · Sri Lanka · Suriname · Swaziland · Syrië · Tadzjikistan · Tanzania · Thailand · Togo · Tonga · Trinidad en Tobago · Tsjaad · Tsjechië · Tunesië · Turkije · Turkmenistan · Uruguay · Vanuatu · Venezuela · Verenigde Arabische Emiraten · Verenigde Staten · Vietnam · Wit-Rusland · Zaïre · Zambia · Zimbabwe · Zuid-Afrika · Zuid-Korea · Zweden · Zwitserland